# Önálló nemzetközösségi monarchiák
Az önálló nemzetközösségi monarchiák azok az országok, amelyek tagjai a Nemzetközösségnek és monarchiák, de a 15 nemzetközösségi királyságtól eltérően nem a brit uralkodó az államfőjük, hanem saját uralkodójuk van.
Öt állam tartozik ebbe a csoportba: Brunei, Lesotho, Malajzia, Szváziföld és Tonga.